# Phaéton
Pour les articles homonymes, voir Phaéton.
Dans la mythologie grecque, Phaéthon (en grec ancien Φαέθων / Phaéthōn, « le Brillant »), ou Phaéton, est considéré par la majorité des sources antiques comme le fils du dieu Soleil (Hélios, Sol, Phœbus) et de l'Océanide Clymène.
Il n'est le sujet que d'une seule légende, celle de sa chute : ayant emprunté le char solaire de son père, il en perdit le contrôle et embrasa le ciel et la terre. Zeus le foudroya.
La version la plus élaborée en est celle de l'auteur latin Ovide dans ses Métamorphoses.

## Étymologie

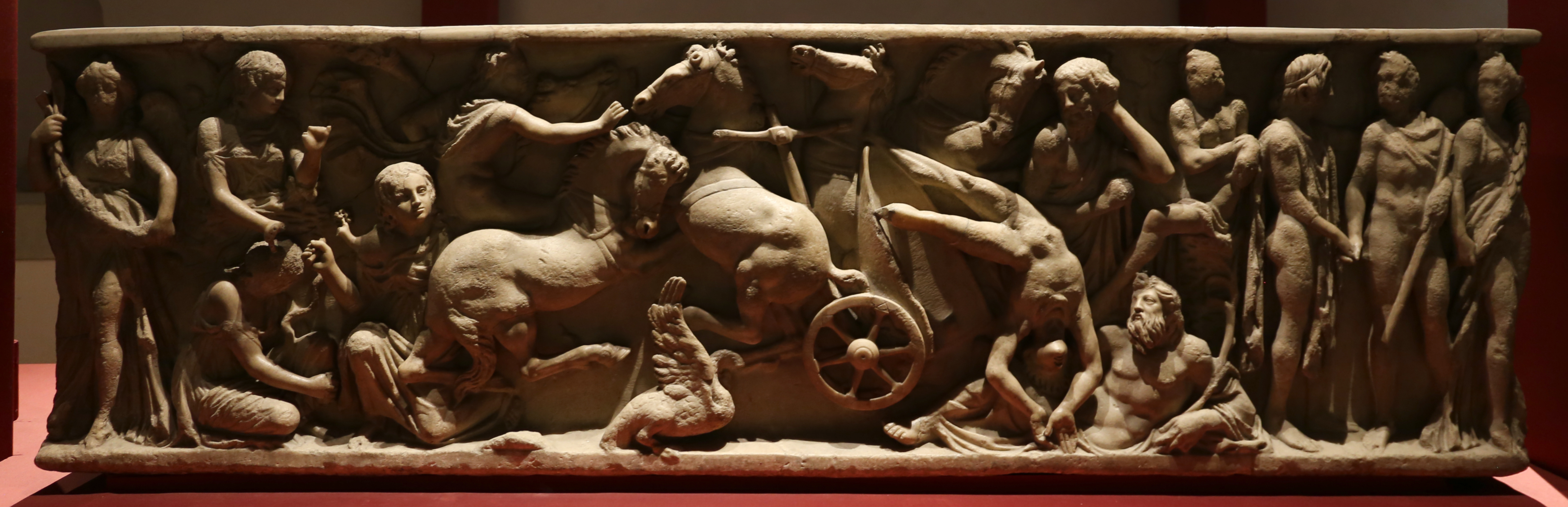
Sarcophage représentant la chute de Phaéton et course de chars au cirque Maximus, IIe siècle, Galerie des Offices.

Grec ancien : φαέθων (brillant), participe présent (seule forme grammaticale utilisée) du verbe φαέθω (briller).
À l'origine, dans Homère, φαέθων est une épithète du soleil (astre),.
Dans Hésiode, en Grèce d'Europe, il est une épithète d'Hélios (dieu), mais l'authenticité du passage est contestée (ce serait un ajout postérieur au texte d'Hésiode).

### Homère
Homère (vers 850, ou fin du VIIIe siècle avant notre ère) est le premier à utiliser le mot. Dans les deux citations suivantes, les mots grecs êelios phaethôn commencent par des minuscules, phaéton est un qualificatif de l'astre solaire :
- Homère (Iliade, XI, 735), « lorsque le soleil, en brillant, dépassa l'horizon »[5] ;
- Homère (Odyssée, V, 479), « jamais ne les frappaient les brillants rayons du soleil »[6].

Dans la citation suivante, le terme désigne une épithète de Êélios (phaéthôn n'est pas un nom, mais un adjectif qui signifie « éclatant » ou « brillant ») : Homère (Odyssée, XI, 16), « sur eux, jamais le Soleil éclatant ne fait descendre ses rayons ».
Le passage suivant ne parle pas de Phaéthon mais de deux filles d'Hélios et de Néaira : Homère (Odyssée, XII, 131-136), les troupeaux d'Hélios « ont pour bergers deux déesses, nymphes aux beaux cheveux, Phaéthousa et Lampetiê, que la divine Néaira offrit à Êéliôs Uperion (Hypérion) ; leur mère vénérable, après les avoir élevées, les envoya au loin jusque dans l'île Thrinakiê garder les brebis de leur père et ses vaches cornues ».

### Hésiode
Hésiode (vers -750, ou entre -750 et -650) serait le second à utiliser ce mot. Le passage suivant est considéré comme un ajout postérieur au texte d'Hésiode. Le texte grec donne : Êelios phaethôn mais la traduction donne seulement « Soleil ». Hésiode (Théogonie, 760) : « Jamais Soleil aux rayons ardents n'a pour eux un regard, qu'il monte au ciel ou du ciel redescende ».

### Auteurs latins et byzantins
Phaéthon est le nom du Soleil :
- Virgile (70 à 19 avant notre ère), Enéide, V 105 : « Exspectata dies aderat nonamque serena Auroram Phaethontis equi iam luce uehebant » (« Le jour attendu était arrivé, et déjà, dans la lumière limpide, les chevaux de Phaéthon amenaient la neuvième Aurore »)[7] ;
- Silius Italicus, Punica (2, 4, 9 ; 10, 110) : adjectif Phaethontius (« de Phaéthon, du soleil »)[8],[9] ;
- Anthologie grecque ou Anthologie palatine (5, 273 ; 9, 137), recueil de sources allant de 100 avant notre ère à 553 ; composé en 900[1] ;
- Nonnos de Panopolis (fin du IVe siècle au milieu du Ve siècle) : Dionysiaques (XXVII, 189)[10] : Dionysos parle : « Si le chef que les guerriers indiens redoutent voit sa race remonter à l'aérien Phaéton, et que, pour honorer la couche brûlante de sa fille, Phaéton m'attaque avec tous ses feux, j'appellerai encore à cette bataille héliaque le frère maritime de mon Jupiter, pour éteindre ces mêmes feux avec ses ondes ; puis j'irai dans l'île sicilienne où paissent les troupeaux et les bœufs du guide aérien du char étincelant ; là, je m'emparerai, comme d'une proie de ma victoire, de la fille du Soleil, la jeune Lampétie, et je la courberai sous mon joug malgré sa résistance, jusqu'à ce qu'elle ait plié le genou devant moi. ». Phaéthon semble être ici le nom du Soleil, père de Lampétie (en revanche, dans le chapitre XXXVIII, Nonnos appellera Phaéthon, le fils du Soleil et de Clyméné).

## Le fils du Soleil

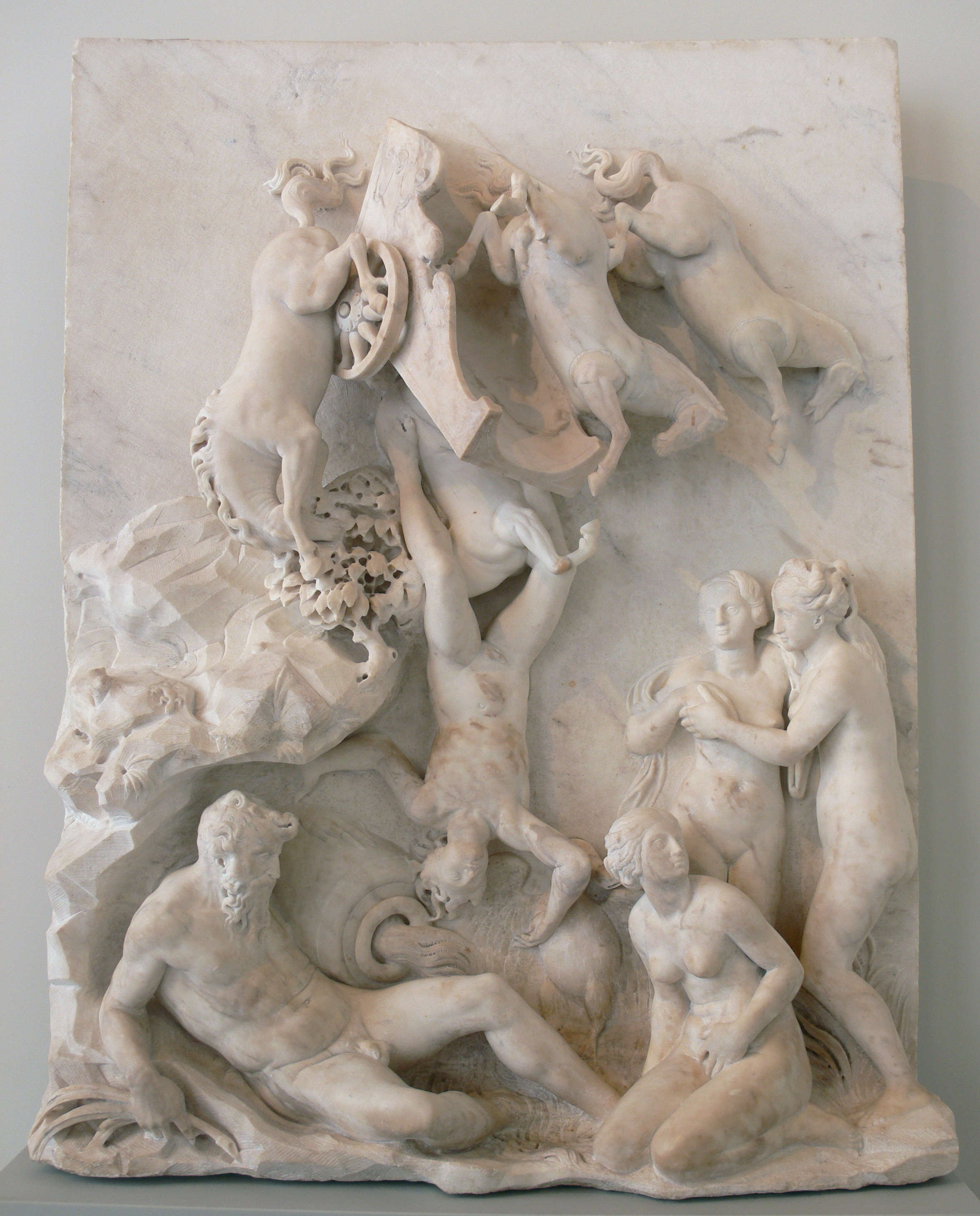
Simone Mosca : La chute de Phaéthon, XVIe siècle (Bode-Museum de Berlin).

Phaéthon ou Phaéton est le fils d'Hélios. Il tente de conduire le char du soleil. Foudroyé par Zeus, il tombe dans le fleuve Éridan.
Fils du Soleil et de Clymène. Il voulut conduire le char de son père mais, ne sachant le diriger, il embrase la terre et est foudroyé par Jupiter,.

### Période grecque archaïque (avant 480 av. notre ère)
Timothy Gantz constate l'absence de Phaéton dans les sources archaïques. De cette période, on ne possède qu'une seule citation de l'auteur latin Hygin (cf. infra) qui attribue à Hésiode l'invention des larmes des sœurs de Phaéton. Le mythe n'apparaît que chez les Alexandrins ce qui ne signifie pas que le personnage et le mythe soient une invention récente.

#### Hésiode
Hésiode (vers -750, ou entre -750 et -650) : fr. 199 (Rzach², 1908)[source insuffisante].

### Les «poètes tragiques»
- Eschyle (525 à 456 avant notre ère), Les Héliades (tragédie fragmentaire) : les Héliades, parties à la recherche de leur frère Phaéthon (précipité dans l’Éridan) seront transformées en peupliers distillant de l’ambre[14].
- Euripide (480 à 406 av. notre ère), Phaéton (tragédie fragmentaire, entre -420 et -409) ;
- Euripide, Hippolyte, 740[1] ;
- Scholie à l’Odyssée (XVII, 208). Cette scholie est rattachée aux « poètes tragiques » — peut-être Les Héliades d'Eschyle, ou le Phaéton d'Euripide[15] : Phaéthon est le fils d'Hélios et de la nymphe Rhodé (fille d'Asopos) ;
- Voir aussi : Nauck (1871) : Tragédies d'Euripide et d'Eschyle, page 23, 599[1].

### Période grecque classique

#### Phérécyde (vers 480 av. notre ère)
Parmi ses sources, l'auteur latin Hygin (cf. infra) cite Phérécyde (dont l'œuvre est presque totalement perdue).

#### Platon (430 à 348 av. notre ère)
Platon, Timée (22c),, : Platon rapporte les propos tenus par un prêtre égyptien à son ancêtre Solon sur les cataclysmes du passé : « Bien des fois, en bien des façons, sont survenues ruines d'hommes, et il en surviendra d'autres; le feu et l'eau ont fait les plus grandes, mille autres fléaux en ont causé de moindres. Ainsi, ce qu'on raconte aussi chez vous, qu'un jour Phaéthon, fils d'Hélios (Φαέθων Ἡλίου παῖς), attela le char de son père, mais que, incapable de conduire suivant la route de son père, il brûla tout sur la terre et périt lui-même foudroyé, cela se dit en forme de mythe. »

#### Aristote (384 à 322 av. notre ère)
Aristote, Des Météores, (345 a 15) (ou Météorologie, ch. VIII, § 1 et 2) : « C'est ici qu'il faut dire comment se forme la voie lactée, par quelle cause elle se forme et ce qu'elle est. Mais auparavant, parcourons encore pour cette question les explications données par les autres. Quelques-uns des philosophes appelés Pythagoriciens prétendent, ceux-ci, que c'est la route d'un des astres qui sont tombés suivant la direction appelée la Chute de Phaéthon (Φαέθοντος, note §2) ». Aristote ne donne aucune généalogie à Phaéthon.

#### Palaiphatos
La 52e (et dernière) histoire de Palaiphatos (IVe ou IIIe siècle av. notre ère) fait partie des sept dernières histoires fortement soupçonnées d'être des ajouts ultérieurs (donc non datables) à l'œuvre de Palaiphatos. Le style est très différent des 45 premiers textes où l'auteur infirme brutalement la réalité des mythes qu'il relate. Dans ce passage, au contraire, l'auteur postérieur se contente de reprendre la légende sans aucune critique.
Palaiphatos, Histoires incroyables (histoire 52).
« Phaéton, fils d'Hélios, brûlait du stupide désir de monter sur le char de son père. À force de demandes incessantes et de pleurs, il le convainquit. Quand il monta sur le char, et commença de fouetter les chevaux (comme il ne savait pas bien manier les rênes et qu'il était incapable de diriger fermement les chevaux, sans provoquer de soubresauts), il fut traîné par les bêtes animées d'orgueil et d'une grande impétuosité. Il passa trop près de la terre ; il fut projeté hors du char, dans le fleuve Éridan ; il se noya, après avoir incendié la plus grande partie des terres voisines. »

### Période hellénistique et romaine

#### Apollonios
Apollonios de Rhodes (vers 295 à vers 215 av. notre ère), Argonautiques, 592 sqq, retour des Argonautes : « Mais le navire était entraîné bien en avant par sa voile, et ils se jetèrent jusqu'au fond du cours de l'Éridan : c'est là qu'autrefois, frappé au cœur par la foudre ardente, Phaéthon (Φαέθων) tomba à demi consumé du char d'Hélios dans l'estuaire, vaste comme un étang, du fleuve profond; et, maintenant encore, le fleuve exhale une lourde fumée qui provient de la blessure enflammée. Au-dessus de ces eaux, aucun oiseau ne peut étendre ses ailes légères et planer : mais son vol le précipite au milieu de l'abîme incandescent. Aux alentours, les jeunes Héliades (filles du Soleil), enfermées dans de hauts peupliers noirs, gémissent, les misérables! Plaintives sont les lamentations de leur deuil ; de leurs paupières se répandent et coulent vers la terre des gouttes transparentes d'ambre, qui sont séchées par le soleil sur le sable. Mais, quand l'abîme noir se gonfle et inonde le rivage, sous l'action du vent retentissant, alors tout ce qui se trouve sur le rivage est roulé dans l'Éridan par les eaux en fureur. » Apollonios dit que Phaéthon est tombé du char d'Hélios mais sans préciser qu'il s'agit de son fils.

#### Cicéron
Cicéron (106 à 43 av. notre ère), De officiis, III, 25 : « Le Soleil (Sol) promit à son fils Phaéthon (Phaethonti filio) de lui accorder tout ce qu'il souhaiterait. Phaéthon demanda de monter sur le char de son père ; il y monta ; mais avant d'y avoir pris place, il fut frappé d'un coup de foudre. ». Note : le Gaffiot donne la référence De officiis, 3, 94, mais le livre III finit au § 33).
Cicéron : De natura deorum, III, 31,, : « Les Dieux ont-ils donc pu tomber dans l'erreur ? Quand nous laissons nos biens à nos enfants, c'est dans l'espérance qu'ils en feront un bon usage : nous pouvons y être trompés ; mais comment un Dieu a-t-il pu l'être ? Comme le Soleil (Sol), quand il confia son char à son fils Phaéthon (Phaethontem filium) ? ». Le Gaffiot donne la référence De natura deorum, 3, 76, mais le livre III finit au § 40).

#### Diodore de Sicile
Diodore de Sicile (90 à après 30 av. notre ère), Bibliothèque historique détail des éditions lire en ligne, V, 23. Diodore parle de l'origine de ce qu'il appelle ἠλέκτρου (traduit par « électrum » mais qui est en fait l'ambre jaune ou succin) : « Nous allons maintenant donner quelques détails sur ce qu'on appelle l'électrum (ἠλέκτρου). En face de la Scythie et au-dessus de la Gaule est une île appelée Basilée (Βασίλεια). C'est dans cette île que les flots de la mer jettent en abondance ce qu'on appelle l'électrum, qui ne se trouve nulle part ailleurs. Beaucoup d'anciens écrivains ont débité sur cette matière des fables tout à fait incroyables et absurdes. Plusieurs poètes et historiens disent que Phaéthon, fils d'Hélios (Φαέθοντα τὸν Ἡλίου), étant encore enfant, pria son père de lui confier pendant un jour la conduite de son quadrige. En ayant obtenu la permission, Phaéthon monta sur ce char ; mais les chevaux sentirent qu'ils étaient conduits par un enfant qui ne pouvait pas encore manier les brides, et ils sortirent de la voie ordinaire. Errants d'abord dans le ciel, ils l'embrasèrent, et y laissèrent ce cercle qu'on appelle la voie lactée. Ils mirent ensuite le feu à une grande partie de la terre et brûlèrent une vaste contrée, lorsque Zeus (Διὸς), irrité, foudroya Phaéthon et remit le soleil dans sa voie accoutumée. Phaéthon tomba à l'embouchure du fleuve Pô (Πάδου ποταμοῦ), appelé autrefois Éridan (Ἠριδανοῦ). Ses sœurs pleurèrent amèrement sa mort ; leur douleur fut si grande qu'elles changèrent de nature et se métamorphosèrent en peupliers. Ces arbres laissent annuellement, à la même époque, couler des larmes. Or, ces larmes solidifiées constituent l'électrum, qui surpasse en éclat les autres produits du même genre ; et il se trouve surtout dans les pays où, à la mort des jeunes gens, on porte le deuil. Mais le temps a démontré que tous ceux qui ont forgé cette fable étaient dans l'erreur, et il ne faut jamais ajouter foi qu'aux histoires véritables. L'électrum se recueille donc dans l'île Basilée, et les habitants le transportent sur le continent situé à l'opposite ; de là on l'envoie dans nos contrées, comme nous l'avons dit. »

#### Virgile
Virgile (-70 à -19) (Bucoliques, 6, 62) : adj. fém. Phaethontias (« de Phaéthon »).
Virgile (Bucoliques, 6, 62 ; Enéide, 10, 190) : les Phaethontiades, les sœurs de Phaéthon, changées en aunes ou en peupliers.

#### Hygin
Hygin (67 av. notre ère à 17 après), dans trois passages, donne deux généalogies de Phaéthon. Il est le seul auteur à citer un autre père qu'Hélios.
- Hygin, Fables, 152(a) : Phaéthon est le fils du Soleil et de Clymène, ce qui est conforme aux autres sources[25]. Cette fable 152(a), mise entre crochets dans la transcription, laisse penser qu'elle a été intercalée entre la véritable 152 et la 153.

« Phaethon Solis et Clymenes filius cum clam patris currum conscendisset et altius a terra esset elatus, prae timore decidit in flumen Eridanum. hunc Iuppiter cum fulmine percussisset, omnia ardere coeperunt.
Iouis ut omne genus mortalium cum causa interficeret, simulauit id uelle extinguere ; amnes undique irrigauit omneque genus mortalium interiit praeter Pyrrham et Deucalionem.
at sorores Phaethontis, quod equos iniussu patris iunxerant, in arbores populos commutatae sunt. »
- Hygin, Fables, 153 : Hygin parle du déluge de Deucalion (et Pyrrha)[26] mais pas de Phaéthon. La présence de cette fable entre les deux qui mentionnent Phaéthon a pu faire penser que le cataclysme causé par Phaéthon et le Déluge étaient contemporains. On retrouve cette idée chez Clément d'Alexandrie (cf. infra).
- Hygin, Fables, 154 : Hygin semble se contredire en disant ici que Phaéthon est le fils d'un certain Clyménus (fils du Soleil) et de la nymphe Mérope[27]. Il est le seul auteur qui donne à Phaéthon un autre père que le Soleil. Notons toutefois la grande ressemblance des deux phrases « Phaethon Solis et Clymenes filius... » et « Phaethon Clymeni Solis filii et Meropes nymphae filius... » ainsi que le fait qu'un certain Mérops soit l'époux ou le compagnon de Clymène, donc le beau-père de Phaéthon. Peut-on supposer une corruption du texte d'Hygin ?

« Phaethon Clymeni Solis filii et Meropes nymphae filius, quam Oceanitidem accepimus, cum indicio patris auum Solem cognouisset, impetratis curribus male usus est.
nam cum esset propius terram uectus, uicino igni omnia conflagrarunt, et fulmine ictus in flumen Padum cecidit ; hic amnis a Graecis Eridanus dicitur, quem Pherecydes primus uocauit.
Indi autem quod calore uicini ignis sanguis in atrum colorem uersus est, nigri sunt facti. sorores autem Phaethontis dum interitum deflent fratris in arbores sunt populos uersae.
harum lacrimae, ut Hesiodus indicat, in electrum sunt duratae ; Heliades tamen nominantur. sunt autem Merope Helie Aegle LampetiePhoebe Aetherie Dioxippe.
Cygnus autem rex Liguriae, qui fuit Phaethonti propinquus, dum deflet propinquum in cygnum conuersus est ; is quoque moriens flebile canit. »
C'est dans ce passage que nous trouvons la référence à Hésiode parlant des sœurs de Phaéthon et de leurs larmes d'ambre (electrum). Hygin fait aussi référence à Phérécyde (vers 480 av. notre ère).
- Hygin : Fables, 250 : dans cette fable, bien éloignée des no 152(a), 153 & 154, Hygin revient sur Phaéthon et confirme la généalogie majoritaire : Phaéthon est le fils du Soleil et de Clymène[28] : « Phaethonta Solis filium ex Clymene ».

#### Ovide
Ovide (43 av. notre ère à 17/18 après) raconte son mythe de Phaéthon à la fin du livre I et au début du livre II.
Dans Ovide (Métamorphoses, I, 750-779), le père de Phaéthon (Phaethon) est appelé indifféremment Sol (Soleil) ou Phoebus, ce qui peut désigner aussi bien Hélios qu'Apollon (qui lui a été progressivement assimilé en tant qu'astre solaire). La mère de Phaéthon s'appelle Clymène. Ovide commence son récit par une querelle entre Phaéthon et son camarade Épaphus (fils de Jupiter et d'Io).
Phaéthon s'étant vanté auprès de son camarade Épaphos de son ascendance solaire, celui-ci le raille et met sa parole en doute. Le jeune homme, vexé, va demander confirmation auprès de sa mère Clymène, qui lui assure qu'il est bien le fils de Phébus, le dieu-soleil : s'il ne la croit pas, qu'il aille donc le lui demander lui-même. Phaéton s'empresse. Il traverse son Éthiopie et le pays des Indiens, et se rend dans le palais du Soleil, vers l'endroit où se lève son père.
Ovide, Métam. (II, 1-400) : Dans son palais magnifique, Phébus trône en majesté ; il reçoit le jeune homme avec bienveillance, le reconnaît volontiers pour son fils, et lui propose, pour preuve, de lui accorder une faveur. Il fait la promesse des dieux en jurant sur les eaux du Styx. Phaéton le prend au mot et réclame de conduire le char du Soleil toute une journée. Phébus se repent alors de sa promesse inconsidérée et tâche de détourner son fils de cette idée, lui montrant les difficultés et les dangers qui l'attendent, mais Phaéton s'entête et n'en démord pas.
À contrecœur et après de nombreuses recommandations, Phébus lui remet alors, à l'aurore, les rênes du quadrige solaire, et les chevaux (Pyrois, Éous, Aethon et Phlégon) s'élancent dans l'espace. Mais, troublés par le poids trop faible du conducteur, ils s'emballent et quittent le chemin tracé dans le ciel. Phaéton s'affole et ne parvient pas à les maîtriser, d'autant que le spectacle de la terre, loin au-dessous de lui, l'angoisse davantage encore. Comme le lui a prédit son père, il rencontre des figures d'animaux monstrueux (les constellations du Zodiaque), dont le Scorpion, qui achève de le terroriser. Les chevaux, hors de contrôle, galopent en tous sens, provoquant des catastrophes dans le monde entier : des villes, des montagnes, des contrées entières s'enflamment, les glaciers fondent, les fleuves s'assèchent, les mers se réchauffent et leur niveau baisse, découvrant des îles nouvelles. Phaéton lui-même, que son père a pourtant enduit d'un onguent sacré pour lui permettre de résister à la chaleur, ne supporte plus la fournaise.
Ovide nous apprend que c'est de ce jour que les « Éthiopiens » (les Africains) sont devenus noirs et que le Nil, épouvanté, a fui à l'extrémité du monde, et a caché sa source, encore inconnue à l'époque d'Ovide.
La Terre, à demi calcinée, supplie Jupiter d'intervenir pour sauver le monde. Celui-ci, ayant obtenu l'accord des autres dieux et de Phébus lui-même, foudroie Phaéthon et met en pièces le char. Phaéton, la chevelure en feu, tombe comme une étoile filante jusque dans le fleuve Éridan.

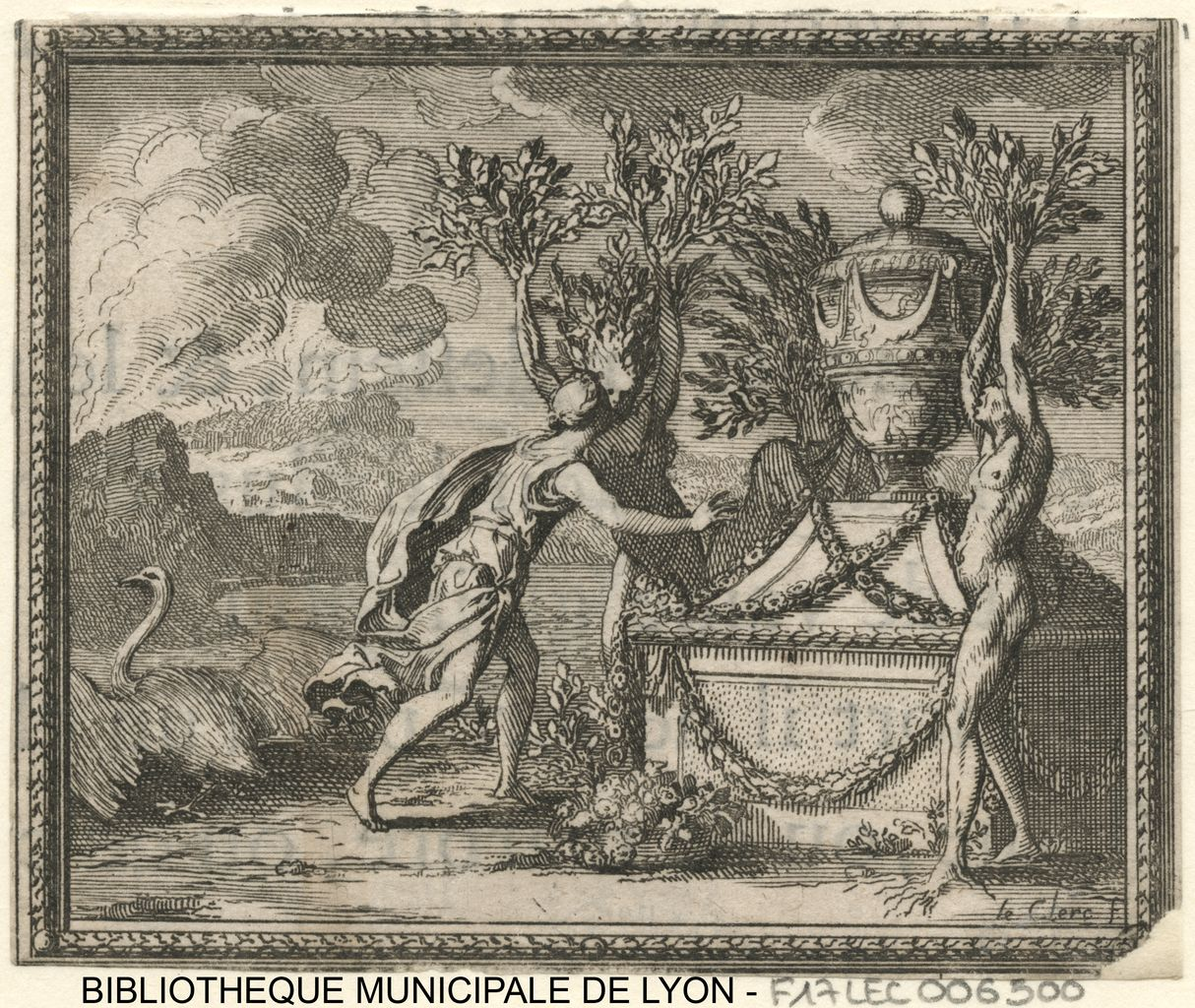
Les soeurs de Phaéton transformées en peupliers, par Sébastien Leclerc pour les Métamorphoses d'Ovide en rondeaux (1676)

Les Naïades de l'Hespérie (l'Hespérie est au couchant) lui élèvent un tombeau et elles inscrivent sur la pierre un poème : « Hic situs est Phaeton currus auriga paterni quem si non tenuit magnis tamen excidit ausis. (Ci-gît Phaéton, qui fut l'aurige du char de son père ; il ne put le maîtriser, mais sa grande témérité le perdit.) ». Le Soleil, accablé de douleur, se voile et se cache pendant un jour. Clymène recherche le corps de son fils et atteint le tombeau sur lequel elle exprime sa douleur. Les Héliades (certaines éditions les nomment Phaethontiades.), sœurs de Phaéton (dont Phaethusa et Lampétie), se lamentent elles aussi et sont métamorphosées en arbres. Leurs larmes se changent en ambre (electrum). Cygnus, son demi-frère, qui a assisté au désastre et déteste le feu, se voit transformé en cygne. Le Soleil souhaite même abandonner définitivement la tâche de conduire le char solaire. Les dieux, et Jupiter lui-même, parviennent à le convaincre de se ressaisir. Le Soleil se venge de la mort de son fils en frappant ses chevaux.
Ovide (Métam., IV, 246) fera une courte allusion aux « feux qui brûlèrent Phaéthon ».
Ovide (Métam., XII, 581) parlera de Neptune : « le dieu au trident, qui régente les ondes marines, souffre en son cœur de père à la pensée que son fils a été mué en l'oiseau de Phaéthon (le cygne) ».

### Auteurs tardifs

#### Sénèque
Sénèque (Ier siècle), Médée, acte IV, 826-827 : « J'ai de plus des feux actifs de la foudre tirés du corps de Phaéthon (Phaethonte) ». Note : la traduction ajoute « enfant du Soleil » mais cela n'est pas mentionné dans le texte latin.
Sénèque, Phèdre, acte IV, 1090 et suiv. : Sénèque compare la chute de char d'Hippolyte à celle de Phaéthon : « Tels les chevaux du Soleil ne reconnaissant plus la main qui les guidait d'ordinaire, et indignés qu'un mortel portât dans les airs le flambeau du jour, abandonnèrent leur route, précipitant du ciel le téméraire Phaéton (Phaethonta). La plage est rougie du sang du malheureux Hippolyte ; sa tête se brise en heurtant les rochers. ».

#### Pline l'Ancien
Pline l'Ancien (23 à 79), Naturalis Historia(e), XXXVII (rédigé vers 77).
« Phaethontis fulmine icti sorores luctu mutatas in arbores populos lacrimis electrum omnibus annis fundere iuxta Eridanum amnem, quem Padum vocavimus, electrum appellatum, quoniam sol vocitatus sit Elector, plurimi poetae dixere primique, ut arbitror, Aeschylus, Philoxenus, Euripides, Nicander, Satyrus. quod esse falsum Italiae testimonio patet. »
« Phaéthon ayant été foudroyé, ses sœurs pleurèrent tant qu’elles furent changées en peupliers et tous les ans leurs larmes produisent l’électrum sur les bords de l’Éridan, que nous nommons le Pô ; l’électrum, ainsi appelé parce que le soleil porte le nom d’Elector. Tel est le récit de plusieurs poètes, et les premiers qui l’aient fait sont, je pense, Eschyle, Philoxène, Euripide, Nicandre, Satyrus. Le témoignage de l’Italie dément tout cela. »

#### Stace
Stace (40 à 96), Thébaïde, VI, 321 et XII, 431 (seulement le texte latin). Le Soleil est mentionné ici sous le nom d'« Hypérion ». Le premier passage ne mentionne que Sol. Le second ne mentionne personne.

#### Martial
Martial (vers 40 à vers 104) : 4, 32, 1 : adj. fém. Phaethontis (« d'ambre jaune »). Ce sens fait référence aux larmes d'ambre des sœurs de Phaéton mentionnées précédemment par plusieurs auteurs (Eschyle, Apollonios de Rhodes, Diodore de Sicile, Hygin citant Hésiode, Pline) et repris ultérieurement (Lucien de Samosate).

#### Pausanias
Pausanias (vers 110/115 à vers 180), Description de la Grèce, II, 3, 2 : « Au sortir de cette place, par le chemin, qui conduit à Léchée, s'offrent à vous des Propylées surmontés de deux chars dorés, sur l'un desquels est Phaéton, fils d'Hélios (le Soleil) ; et Hélios lui-même est sur l'autre. »

#### Lucien de Samosate
D'après Lucien de Samosate (vers 120 / mort après 180), Phaéton était un fils du Soleil. Devenu grand, il demanda à son père la permission de conduire son char lumineux, comme il le faisait lui-même chaque jour. Le père y consentit, mais le jeune homme sans expérience tomba de son siège et périt. Ses sœurs lui donnèrent la sépulture, à l'endroit sans doute où il était tombé, près de l'Éridan. Puis elles furent changées en peupliers, et pleurèrent des larmes d'ambre sur sa tombe.

#### Clément d'Alexandrie
Clément d'Alexandrie (vers 150 à avant 215), Stromates, livre I, 21, : « Et à l'époque de Crotopus se produisirent l'incendie de Phaéthon et le déluge de Deucalion ». Ce rapprochement entre Phaéthon et le déluge de Deucalion était déjà présent chez Hygin dont la fable 153 (parlant du déluge de Deucalion) avait été placée entre les fables 152(a) et 154 (parlant de Phaéthon).

#### Philostrate de Lemnos
Philostrate de Lemnos (vers 190 à avant 250), Tableaux, I, 11 décrit un tableau : « Les Héliades pleurèrent, dit-on, des larmes d'or sur le sort de Phaéthon (Φαέθοντι), ce fils d'Hélios (Ἡλίου) qui, dans sa passion pour le rôle de cocher, osa monter sur le char paternel, et qui n'ayant pas su tenir les rênes glissa et tomba dans l'Éridan. ». Les larmes dorées des Héliades sont transformées en paillettes de pierre qui, tombées dans le fleuve Eridan, sont transportées jusqu'à la mer.

#### Quintus de Smyrne
Quintus de Smyrne (IIIe siècle ou IVe siècle), Suite d'Homère, V, 300. Quintus fait la liste des objets qui sont déposés sur le bûcher d'Ajax le Grand (à la fin de la guerre de Troie) : « on y plaça [...] le cristal de roche transparent, larmes brillantes des filles du Soleil, larmes divines qu'elles versèrent sur le corps de Phaéton, près des bords profonds de l'Eridan ; le Soleil, pour honorer éternellement son fils, les changea en cristal de roche, objet précieux parmi les mortels ».

#### Aviénus
Aviénus (attesté vers 360) : Phaenomena ex Arato versa (abrégé en Arat., 793) : adj. fém. Phaethontis (« de Phaéthon »).

#### Nonnos de Panopolis
Nonnos de Panopolis (fin IVe siècle au milieu du Ve siècle), Dionysiaques, XXXVIII : Phaéthon est ici le fils du Soleil et de Clyméné.

#### Jean Tzétzès
Jean Tzétzès (vers 1110 à après 1180), Chiliades, IV, 127 (passage non retrouvé) : Phaéthon est le fils d'Hélios et de Proté (Note : ce nom « Proté » est-il une déformation du nom de la nymphe « Rhodé » citée dans le paragraphe « poètes tragiques » ?).

## Interprétations
Selon le linguiste Jean Haudry dans le cadre du comparatisme indo-européen, le mythe de Phaéton, comme celui de Memnon reposerait sur un schème mythologique dans lequel une déesse Aurore épouse un mortel et a un fils qui mourra, mais qui est ressuscité et immortalisé. Ce fils est le Soleil qui meurt et renaît chaque jour et chaque année selon le cycle annuel.
Dans la version la plus connue du mythe, Phaéton, fils du Soleil et d'une Océanide, obtient de conduire le char de son père, mais l'aventure menace de se terminer par une catastrophe et il meurt, foudroyé par Zeus. Selon une version plus ancienne, rapportée par Hésiode, (Théogonie, 986-991), il est le fils d'Éos et d'un mortel nommé Céphale, « homme semblable aux dieux » (v. 987). Phaéton serait un Soleil mortel dans les deux versions de sa légende. À la différence de Memnon, Phaéton n'est pas rendu immortel par sa mère Éos, mais par une « autre Aurore », Aphrodite.

## Dans les arts et la culture

### Littérature
- 1948 : Raymond Queneau a écrit un poème intitulé Phaéton, publié dans son recueil L'Instant Fatal en 1948.

### Musique
- 1683 : Jean-Baptiste Lully a composé une tragédie lyrique intitulée Phaëton.
- 1873 : Camille Saint-Saëns a composé un poème symphonique nommé Phaéton.
- 1951 : Benjamin Britten a composé une pièce pour hautbois seul titrée Phaeton, no 2 des Six métamorphoses d'après Ovide.

### Danse contemporaine
- 1993 : Phaëton de Karine Saporta à partir de la musique de l'opéra Phaéton de Lully. Elle voit le final, avec une terre asphyxiée, victime des fumées produites par l’embrasement du char solaire, comme prémonitoire des méfaits du réchauffement climatique[42].

### Peinture et dessin

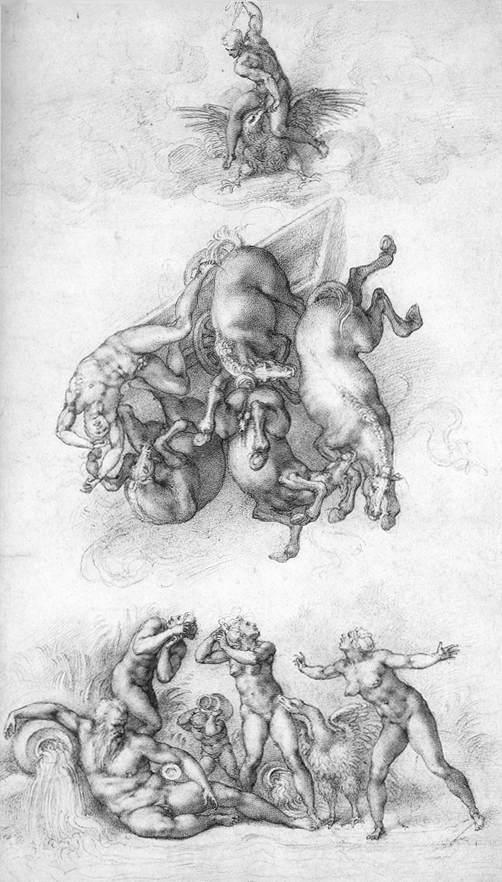
Michel-Ange, Chute de Phaéton (vers 1533).
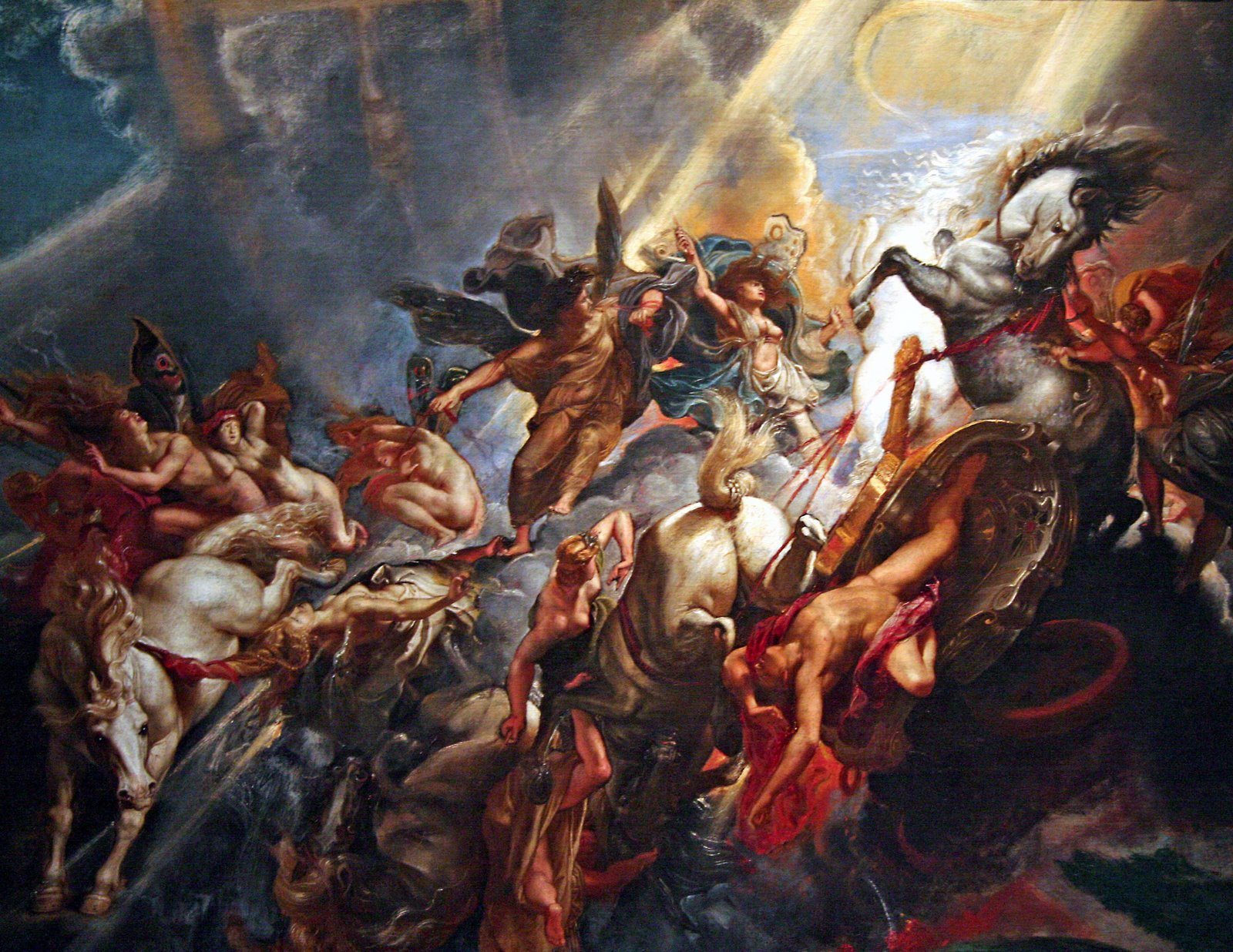
Pierre Paul Rubens, La Chute de Phaéton (vers 1604-1605).
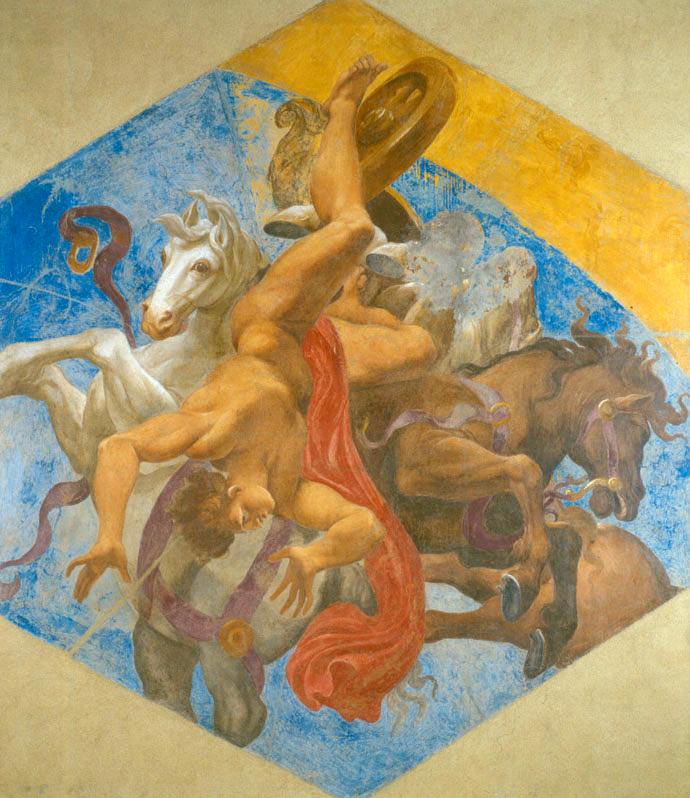
Lodovico Carracci, Caduta di Fetonte (XVIIe siècle).
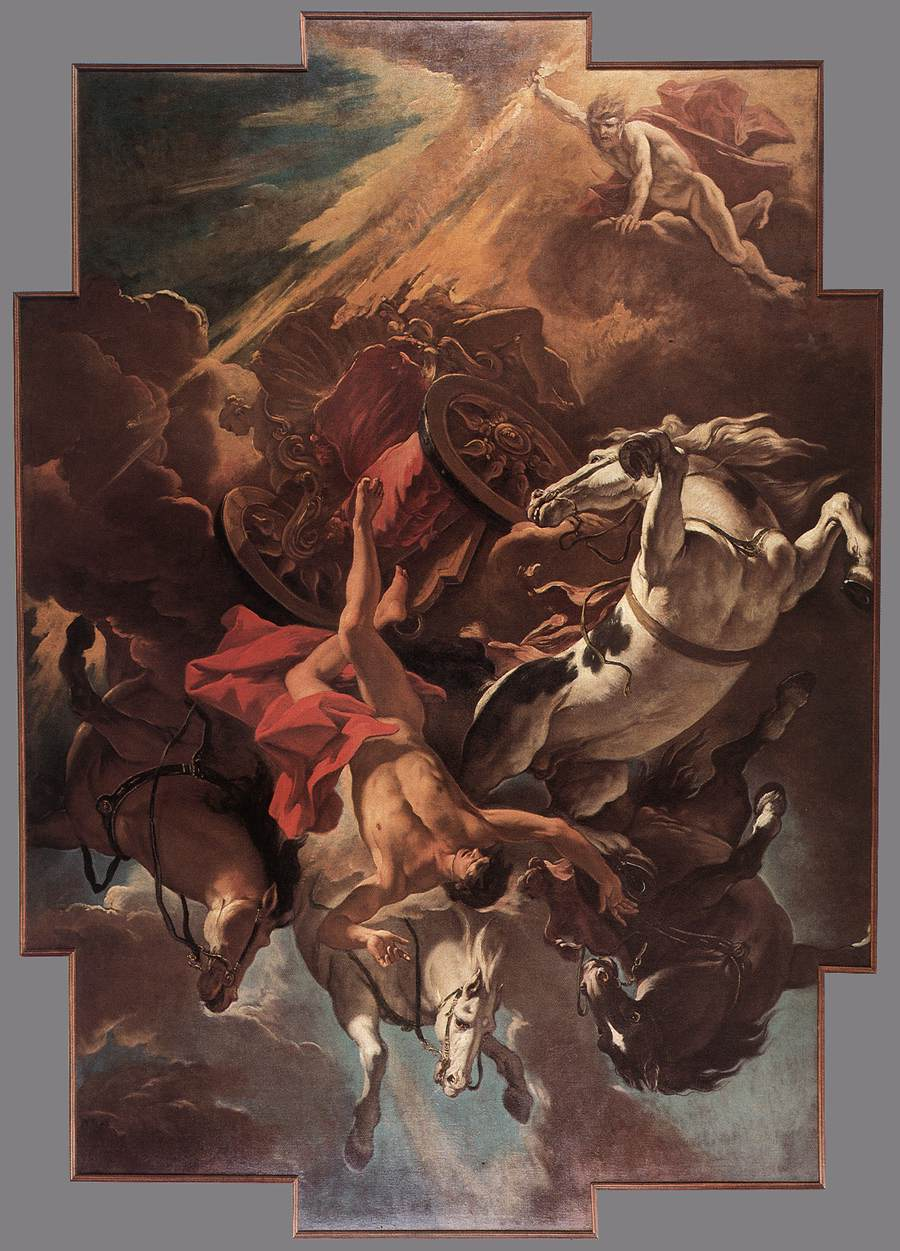
Sebastiano Ricci, La chute de Phaéton (1703-1704).
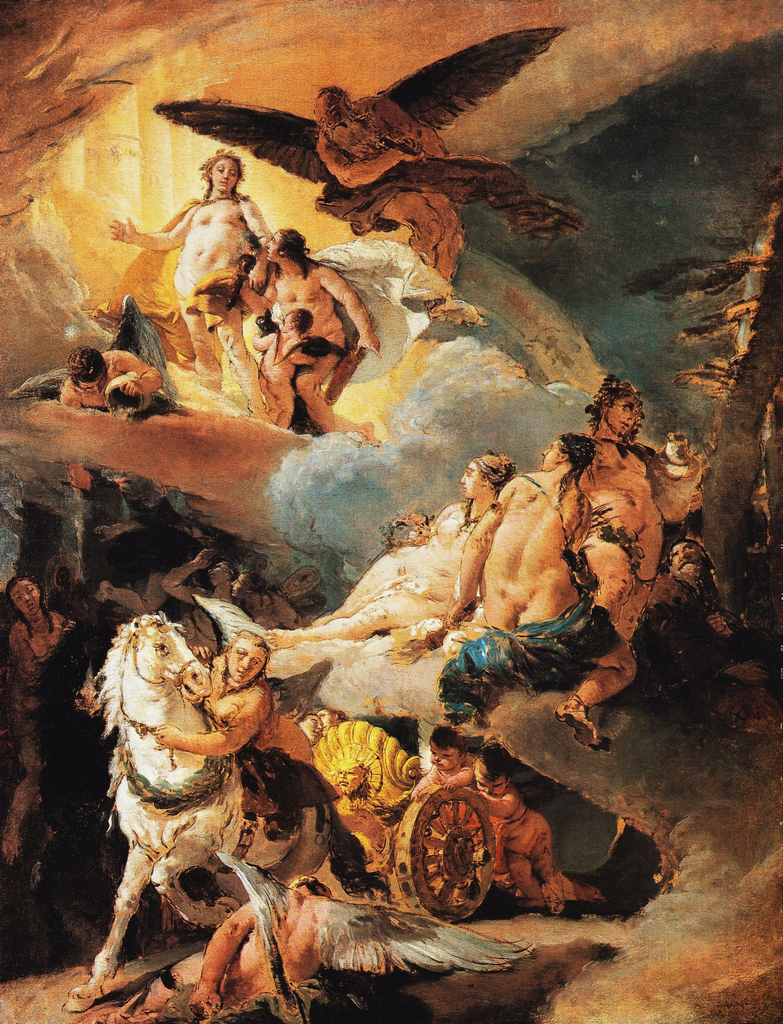
Allégorie du jour naissant - Phaeton et Apollon Giambattista Tiepolo, vers 1730 Académie des beaux-arts de Vienne[43]..
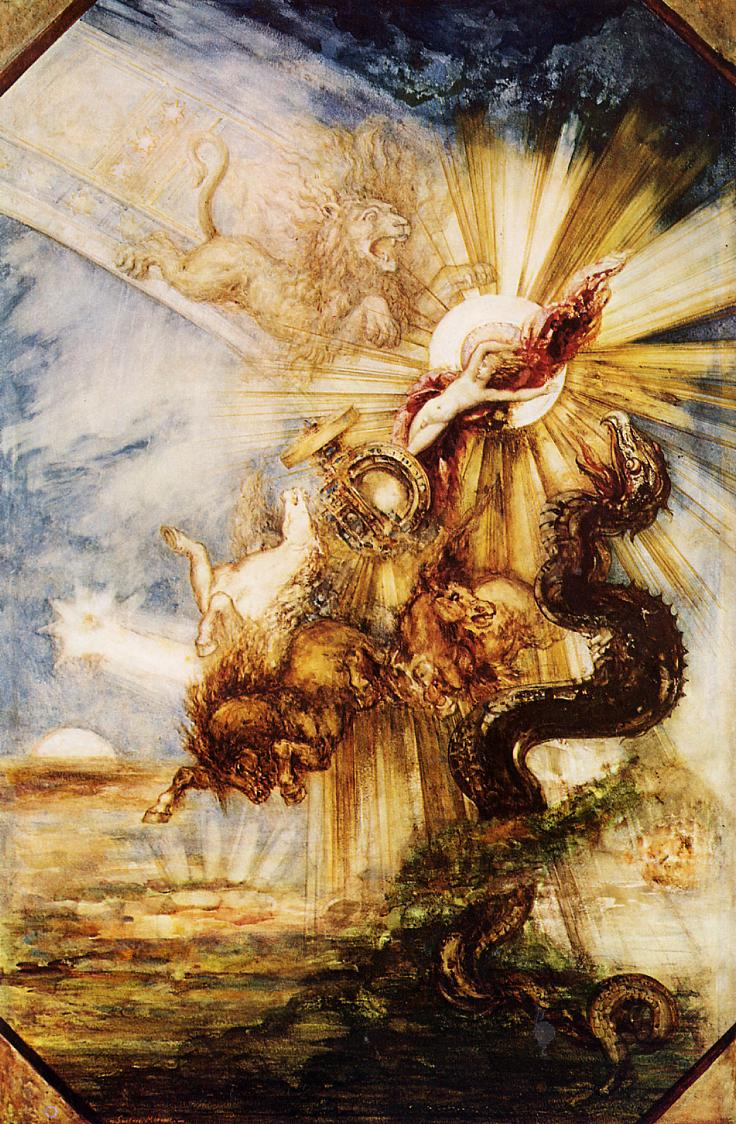
Gustave Moreau, Phaeton (1878).

### Sculpture

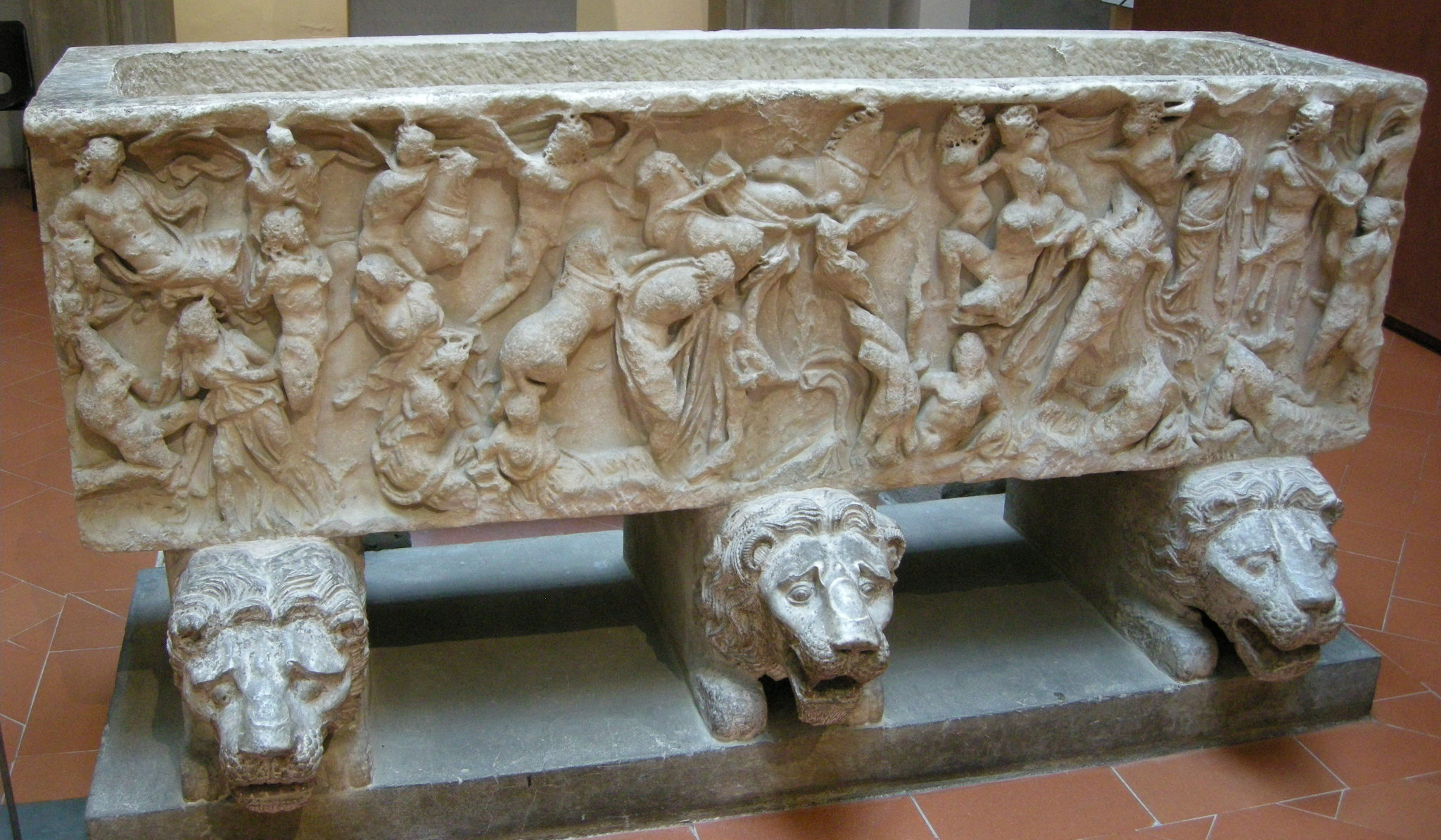
IIe siècle : sarcophage Farnèse illustrant le mythe de Phaéton, sarcophage romain en marbre, Museo dell'Opera del Duomo de Florence.
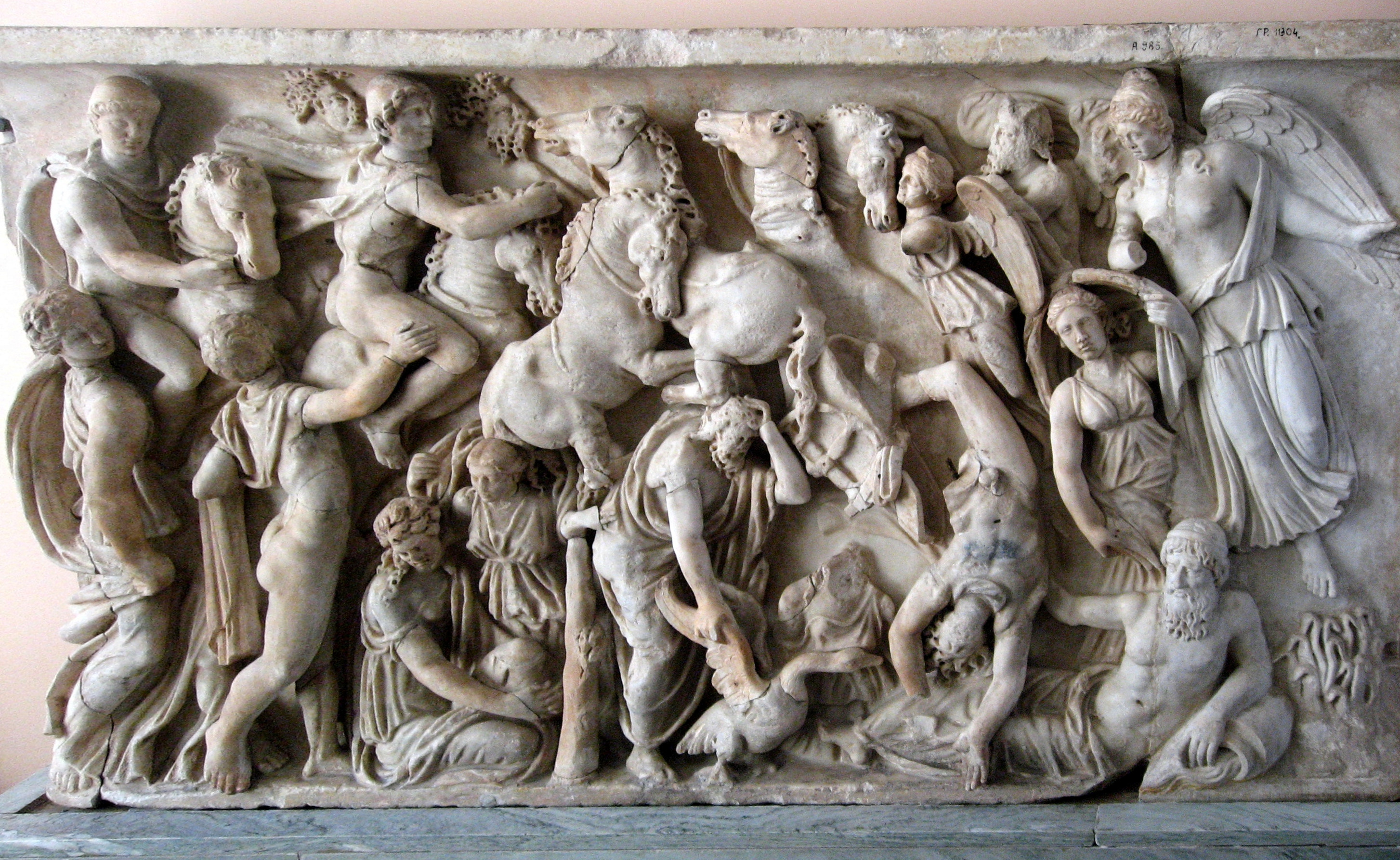
La chute de Phaëthon sur un sarcophage romain (Musée de l'Ermitage).
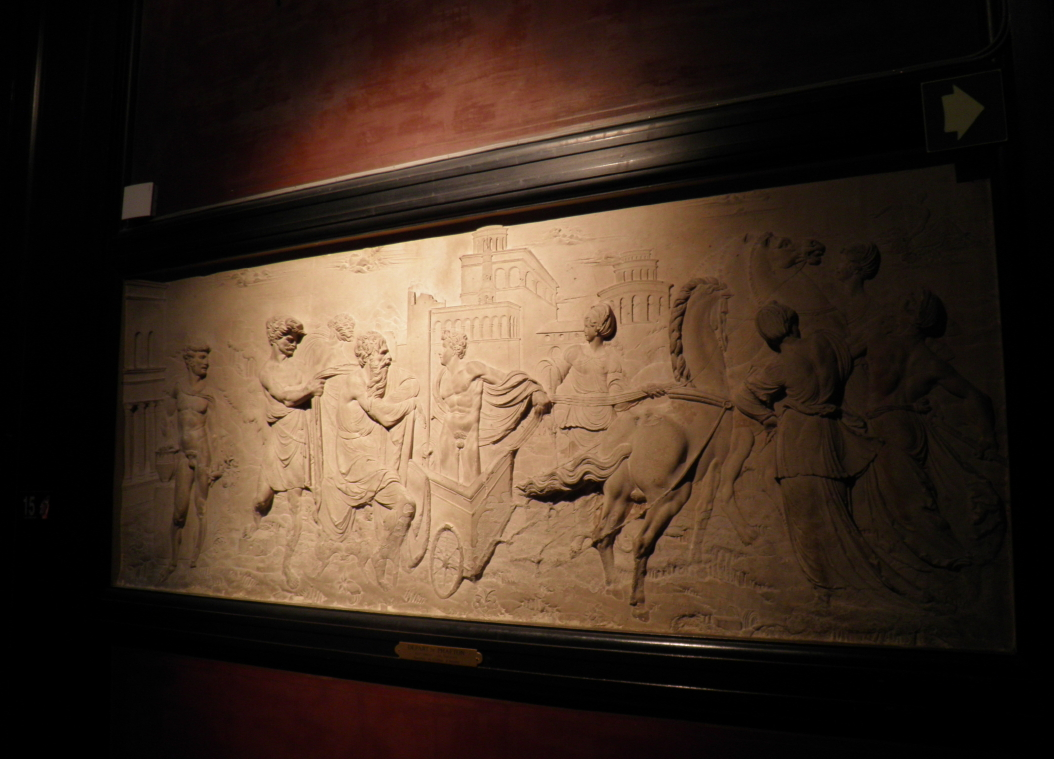
Le Départ de Phaëton, bas-relief attribué à Jean Goujon, vers 1567, placé à l'origine au château d'Ecouen. Tribune du Musée Condé, Chantilly.

#### Bases de données et dictionnaires
- Ressource relative aux beaux-arts :   - Sandrart.net
- Notices dans des dictionnaires ou encyclopédies généralistes :   - Britannica
  - Brockhaus
  - Den Store Danske Encyklopædi
  - Enciclopedia italiana
  - Gran Enciclopèdia Catalana
  - Hrvatska Enciklopedija
  - Internetowa encyklopedia PWN
  - Nationalencyklopedin
  - Proleksis enciklopedija
  - Store norske leksikon
  - Treccani
  - Universalis
- Notices d'autorité :   - VIAF
  - BnF (données)
  - IdRef
  - LCCN
  - GND
  - Pologne
  - Israël
  - Catalogne
  - Tchéquie
  - WorldCat